# Legia Warszawa (piłka nożna) w sezonie 2024/2025
Legia Warszawa w sezonie 2024/2025

## Skład
Stan na 20 lutego 2025
| Nr | Poz. | Piłkarz               |
| -- | ---- | --------------------- |
| 1  | BR   | Kacper Tobiasz        |
| 3  | OB   | Steve Kapuadi         |
| 5  | PO   | Claude Gonçalves      |
| 6  | PO   | Maxi Oyedele          |
| 7  | NA   | Tomáš Pekhart         |
| 8  | PO   | Rafał Augustyniak     |
| 11 | PO   | Kacper Chodyna        |
| 12 | OB   | Radovan Pankov        |
| 13 | PO   | Paweł Wszołek         |
| 16 | PO   | Aleksander Wyganowski |
| 17 | NA   | Illa Szkuryn          |
| 19 | OB   | Rúben Vinagre         |
| 20 | NA   | Jakub Żewłakow        |
| 21 | PO   | Wahan Biczachczian    |
| 22 | PO   | Juergen Elitim        |
| 23 | PO   | Patryk Kun            |

| Nr | Poz. | Piłkarz                 |
| -- | ---- | ----------------------- |
| 24 | OB   | Jan Ziółkowski          |
| 25 | PO   | Ryōya Morishita         |
| 27 | BR   | Gabriel Kobylak         |
| 28 | NA   | Marc Gual               |
| 31 | BR   | Marcel Mendes-Dudziński |
| 42 | OB   | Sergio Barcia           |
| 51 | PO   | Pascal Mozie            |
| 52 | OB   | Oliwier Olewiński       |
| 53 | PO   | Wojciech Urbański       |
| 55 | OB   | Artur Jędrzejczyk       |
| 56 | OB   | Jan Leszczyński         |
| 67 | PO   | Bartosz Kapustka        |
| 71 | PO   | Mateusz Szczepaniak     |
| 77 | BR   | Vladan Kovačević        |
| 82 | PO   | Luquinhas               |

### Przybyli
| Data transferu   | Pozycja | Numer | Piłkarz                 | Z klubu                    | Rodzaj transferu       | Źródło        |
| ---------------- | ------- | ----- | ----------------------- | -------------------------- | ---------------------- | ------------- |
| 12 czerwca 2024  | PO      | 11    | Kacper Chodyna          | Zagłębie Lubin             | transfer definitywny   | [ 2 ] [ 3 ]   |
| 15 czerwca 2024  | PO      | 5     | Claude Gonçalves        | Łudogorec Razgrad          |                        | [ 4 ]         |
| 16 czerwca 2024  | PO      | 82    | Luquinhas               | Fortaleza EC               | wypożyczenie           | [ 5 ] [ 6 ]   |
| 18 czerwca 2024  | NA      | 77    | Jean-Pierre Nsame       | Como 1907                  | wypożyczenie           | [ 7 ]         |
| 30 czerwca 2024  | NA      | 99    | Jordan Majchrzak        | Puszcza Niepołomice        | powrót z wypożyczenia  | [ 8 ]         |
| 30 czerwca 2024  | PO      | 86    | Igor Strzałek           | Stal Mielec                | powrót z wypożyczenia  | [ 9 ]         |
| 30 czerwca 2024  | NA      | 32    | Makana Baku             | OFI 1925                   | powrót z wypożyczenia  | [ 10 ]        |
| 30 czerwca 2024  | BR      | 80    | Maciej Kikolski         | GKS Tychy                  | powrót z wypożyczenia  | [ 11 ] [ 12 ] |
| 30 czerwca 2024  | BR      | 31    | Cezary Miszta           | Rio Ave FC                 | powrót z wypożyczenia  | [ 13 ]        |
| 30 czerwca 2024  | BR      | 27    | Gabriel Kobylak         | Radomiak Radom             | powrót z wypożyczenia  | [ 14 ]        |
| 30 czerwca 2024  | PO      | 92    | Bartłomiej Ciepiela     | Resovia Rzeszów            | powrót z wypożyczenia  | [ 15 ] [ 16 ] |
| 30 czerwca 2024  | PO      | 63    | Jakub Kisiel            | Podbeskidzie Bielsko-Biała | powrót z wypożyczenia  | [ 17 ]        |
| 3 lipca 2024     | BR      | 31    | Marcel Mendes-Dudziński | SL Benfica M23             | transfer definitywny   | [ 18 ] [ 19 ] |
| 3 lipca 2024     | OB      | 19    | Rúben Vinagre           | Sporting CP                | wypożyczenie           | [ 20 ]        |
| 11 lipca 2024    | OB      | 42    | Sergio Barcia           | CD Mirandés                | transfer definitywny   | [ 21 ] [ 22 ] |
| 24 lipca 2024    | NA      | 17    | Migouel Alfarela        | SC Bastia                  | transfer definitywny   | [ 23 ] [ 24 ] |
| 17 sierpnia 2024 | PO      | 51    | Pascal Mozie            | Legia Warszawa U19         | przeniesienie          | [ 25 ]        |
| 22 sierpnia 2024 | PO      | 6     | Maxi Oyedele            | Manchester United F.C. U21 | transfer definitywny   | [ 26 ] [ 27 ] |
| 16 stycznia 2025 | PO      | 21    | Wahan Biczachczian      | Pogoń Szczecin             | transfer definitywny   | [ 28 ] [ 29 ] |
| 28 stycznia 2025 | PO      | 16    | Aleksander Wyganowski   | Legia II Warszawa          | przeniesienie z rezerw | [ 30 ]        |
| 6 lutego 2025    | BR      | 77    | Vladan Kovačević        | Sporting CP                | wypożyczenie           | [ 31 ]        |
| 20 lutego 2025   | NA      | 17    | Illa Szkuryn            | Stal Mielec                | transfer definitywny   | [ 32 ] [ 33 ] |

### Odeszli
| Data transferu   | Pozycja | Numer | Piłkarz             | Do klubu                     | Rodzaj transferu     | Źródło        |
| ---------------- | ------- | ----- | ------------------- | ---------------------------- | -------------------- | ------------- |
| 30 czerwca 2024  | OB      | 5     | Yuri Ribeiro        | bez klubu                    | koniec kontraktu     | [ 34 ]        |
| 30 czerwca 2024  | PO      | 27    | Josué               | bez klubu                    | koniec kontraktu     | [ 35 ]        |
| 30 czerwca 2024  | NA      | 17    | Gil Dias            | VfB Stuttgart                | koniec wypożyczenia  | [ 36 ]        |
| 30 czerwca 2024  | PO      | 11    | Qëndrim Zyba        | KF Ballkani Suva Reka        | koniec wypożyczenia  | [ 37 ]        |
| 1 lipca 2024     | BR      | 31    | Cezary Miszta       | Rio Ave FC                   | transfer definitywny | [ 38 ] [ 39 ] |
| 1 lipca 2024     | PO      | 26    | Filip Rejczyk       | Śląsk Wrocław                | koniec kontraktu     | [ 40 ] [ 41 ] |
| 1 lipca 2024     | BR      | 80    | Maciej Kikolski     | Radomiak Radom               | wypożyczenie         | [ 42 ] [ 43 ] |
| 17 lipca 2024    | BR      | 30    | Dominik Hładun      | Zagłębie Lubin               |                      | [ 44 ] [ 45 ] |
| 17 lipca 2024    | PO      | 92    | Bartłomiej Ciepiela | Znicz Pruszków               | wypożyczenie         | ???           |
| 24 lipca 2024    | NA      | 32    | Makana Baku         | PAE Atromitos                |                      | [ 46 ]        |
| 25 lipca 2024    | NA      | 39    | Maciej Rosołek      | Piast Gliwice                | transfer definitywny | [ 47 ] [ 48 ] |
| 21 sierpnia 2024 | PO      | 86    | Igor Strzałek       | Bruk-Bet Termalica Nieciecza | wypożyczenie         | [ 49 ] [ 50 ] |
| 12 września 2024 | NA      | 9     | Blaž Kramer         | Konyaspor                    | transfer definitywny | [ 51 ] [ 52 ] |
| 12 stycznia 2025 | PO      | 21    | Jurgen Çelhaka      | NK Olimpija Lublana          | transfer definitywny | [ 53 ] [ 54 ] |
| 22 stycznia 2025 | NA      | 17    | Migouel Alfrela     | GS Kallithea                 | wypożyczenie         | [ 55 ]        |
| 23 stycznia 2025 | OB      | 4     | Marco Burch         | Radomiak Radom               | wypożyczenie         | [ 56 ] [ 57 ] |
| 28 stycznia 2025 | PO      | 80    | Jakub Adkonis       | Ruch Chorzów                 | wypożyczenie         | [ 58 ] [ 59 ] |
| 30 stycznia 2025 | NA      | 77    | Jean-Pierre Nsame   | FC Sankt Gallen              | wypożyczenie         | [ 60 ] [ 61 ] |
| 5 lutego 2025    | NA      | 99    | Jordan Majchrzak    | Arka Gdynia                  | wypożyczenie         | [ 62 ] [ 63 ] |

### Sztab szkoleniowy
| Pierwszy trener                                 | Gonçalo Feio                |
| ----------------------------------------------- | --------------------------- |
| Asystent trenera                                | Iñaki Astiz                 |
| Asystent trenera                                | Emanuel Ribeiro             |
| Asystent trenera                                | Daniel Wojtasz              |
| Asystent trenera                                | Grzegorz Mokry              |
| Trener bramkarzy                                | Krzysztof Dowhań            |
| Trener bramkarzy                                | Arkadiusz Malarz            |
| Rzecznik prasowy                                | Bartosz Zasławski           |
| Trener przygotowania fizycznego                 | Dawid Goliński              |
| Trener przygotowania fizycznego                 | Jose Antonio Asian Clemente |
| Kierownik Legia LAB                             | Piotr Żmijewski             |
| Szef działu przygotowania medyczno-motorycznego | Bartosz Bibrowicz           |
| Lekarz                                          | Maciej Kostewicz            |
| Dietetyk                                        | Urszula Somow               |
| Fizjoterapeuta                                  | Szymon Kałuża               |
| Fizjoterapeuta                                  | Kacper Balcerak             |
| Fizjoterapeuta                                  | Maciej Treutz-Kuszyński     |
| Fizjoterapeuta                                  | Bartosz Kot                 |
| Szef kuchni                                     | Michał Matuszewski          |
| Honorowy prezes Legii Warszawa                  | Lucjan Brychczy             |
| Dyrektor pierwszej drużyny                      | Konrad Paśniewski           |
| Kitman                                          | Sebastian Wołowicz          |
| Kitman                                          | Krzysztof Rzymowski         |
| Trener analityk                                 | Maciej Krzymień             |

Źródło:

## Mecze towarzyskie
| 21 czerwca 2024        | Legia Warszawa               | 2:1   | Odra Opole             |                                      |
| 13:00 CEST (UTC+02:00) | Baku 61' · Luquinhas 66'     | (0:1) | 31' Zawodnik testowany | Centrum treningowe Legii, Książenice |
| 13:00 CEST (UTC+02:00) | Elitim 45' · Leszczyński 85' | (0:1) |                        | Centrum treningowe Legii, Książenice |

| 24 czerwca 2024        | Legia Warszawa | 0:1   | CS Universitatea Craiova |         |
| 18:00 CEST (UTC+02:00) |                | (0:0) | 31' Capatina             | Jenbach |

| 27 czerwca 2024        | Legia Warszawa                                                              | 6:0   | FC Botoșani |        |
| 17:30 CEST (UTC+02:00) | Gual 60' · Urbański 65' · Pekhart 85' · Rosołek 103' · Majchrzak 117', 120' | (0:0) |             | Kössen |
| 17:30 CEST (UTC+02:00) | 17' Ferreira · 23' Chica-Rosa · 35' Celea                                   | (0:0) |             | Kössen |

| 30 czerwca 2024        | Legia Warszawa                                                | 0:1   | Pafos FC                                                        |                               |
| 18:00 CEST (UTC+02:00) |                                                               | (0:1) | 30' Jairo                                                       | Saalfelden am Steinernen Meer |
| 18:00 CEST (UTC+02:00) | Kapustka 33' · Kramer 42' · Jędrzejczyk 60' · Augustyniak 90' | (0:1) | 28' Jairo · 33' Name · 40' de Brito · 67' Dragomir · 84' Pileas | Saalfelden am Steinernen Meer |

| 6 lipca 2024           | Legia Warszawa                       | 2:0   | Jagiellonia Białystok |                                      |
| 11:00 CEST (UTC+02:00) | Nsame 30' · Gual 46'                 | (1:0) |                       | Centrum treningowe Legii, Książenice |
| 11:00 CEST (UTC+02:00) | 37' Imaz · 41' Pululu · 54' Nguiamba | (1:0) |                       | Centrum treningowe Legii, Książenice |

| 6 lipca 2024           | Legia Warszawa               | 1:1   | Lechia Gdańsk  |                                      |
| 13:30 CEST (UTC+02:00) | Majchrzak 55'                | (0:1) | 18' Mena       | Centrum Treningowe Legii, Książenice |
| 13:30 CEST (UTC+02:00) | Ziółkowski 47' · Chodyna 88' | (0:1) | 13' Sezonienko | Centrum Treningowe Legii, Książenice |

| 12 lipca 2024          | Legia Warszawa         | 2:1   | Widzew Łódź  |                                      |
| 11:30 CEST (UTC+02:00) | Gual 67' · Kapuadi 82' | (0:1) | 42' Cybulski | Centrum Treningowe Legii, Książenice |
| 11:30 CEST (UTC+02:00) | 131' Radomski          | (0:1) |              | Centrum Treningowe Legii, Książenice |

| 11 stycznia 2025      | Legia Warszawa                 | 2:2   | CFR 1907 Cluj      |                                                                  |
| 15:50 CET (UTC+01:00) | Morishita 4' · Szczepaniak 90' | (1:2) | 7', 44' Tachtsidis | Oliva Nova Sports Center, Oliva Sędzia: Jorge Tárraga (Walencja) |

| 18 stycznia 2025 | Legia Warszawa | 0:0   | Piast Gliwice |                                 |
| 15:30            |                | (0:0) |               | Oliva Nova Sports Center, Oliva |
| 15:30            | Adkonis 32'    | (0:0) | Tomasiewicz   | Oliva Nova Sports Center, Oliva |

| 19 stycznia 2025 | Legia Warszawa               | 2:1       | Stal Mielec  |                                 |
| 11:30            | Ziółkowski 21' · Wszołek 80' |           | 68' Esselink | Oliva Nova Sports Center, Oliva |
| 11:30            | Kapuadi · Wszołek · Gual     | Gerbowski |              | Oliva Nova Sports Center, Oliva |

| Format meczu 3 x 45 minut 25 stycznia 2025 | Legia Warszawa                                                                     | 6:3        | Górnik Łęczna                          |                                                                       |
| 13:00                                      | Kapustka 12' · Augustyniak 56', 90' · Gonçalves 80' · Urbański 109' · Pekhart 131' | (1:2; 4:2) | 34' Orlik · 43' Janaszek · 98' Litwa   | Legia Training Center, Urszulin Sędzia: Tomasz Kwiatkowski (Warszawa) |
| 13:00                                      | Gual · Augustyniak                                                                 | (1:2; 4:2) | Spáčil · Deja · Traoré · Szczytniewski | Legia Training Center, Urszulin Sędzia: Tomasz Kwiatkowski (Warszawa) |

## Rozgrywki

### Ekstraklasa

#### Tabela
| Lp. | Drużyna               | M  | Z  | R  | P  | B+ | B– | +/– | Pkt | Kwalifikacja lub spadek                         |
| --- | --------------------- | -- | -- | -- | -- | -- | -- | --- | --- | ----------------------------------------------- |
| 3   | Jagiellonia Białystok | 34 | 17 | 10 | 7  | 56 | 42 | +14 | 61  | Liga Konferencji UEFA • II runda kwalifikacyjna |
| 4   | Pogoń Szczecin        | 34 | 17 | 7  | 10 | 59 | 40 | +19 | 58  |                                                 |
| 5   | Legia Warszawa (P)    | 34 | 15 | 9  | 10 | 60 | 45 | +15 | 54  | Liga Europy UEFA • I runda kwalifikacyjna       |
| 6   | Cracovia              | 34 | 14 | 9  | 11 | 58 | 53 | +5  | 51  |                                                 |
| 7   | Motor Lublin          | 34 | 14 | 7  | 13 | 48 | 59 | −11 | 49  |                                                 |

1. ↑  Mecze bezpośrednie, liczba punktów: Motor: 4, Katowice: 1.

#### Miejsca po danych kolejkach
| Drużyna \ Kolejka | 1              | 2 | 3 | 4 | 5 | 6 | 7 | 8 | 9 | 10 | 11 | 12 | 13 | 14 | 15 | 16 | 17 | 18 | 19 | 20 | 21 | 22 | 23 | 24 | 25 | 26 | 27 | 28 | 29 | 30 | 31 | 32 | 33 | 34 |   |
| ----------------- | -------------- | - | - | - | - | - | - | - | - | -- | -- | -- | -- | -- | -- | -- | -- | -- | -- | -- | -- | -- | -- | -- | -- | -- | -- | -- | -- | -- | -- | -- | -- | -- | - |
| Drużyna \ Kolejka | Legia Warszawa | 3 | 2 | 5 | 6 | 1 | 3 | 2 | 4 | 8  | 7  | 6  | 5  | 5  | 5  | 5  | 5  | 5  | 4  | 4  | 4  | 4  | 5  | 4  | 4  | 5  | 5  | 5  | 5  | 5  | 5  | 5  | 5  | 5  | 5 |

#### Mecze
| Ekstraklasa 120 lipca 2024 | Legia Warszawa                    | 2:0   | Zagłębie Lubin | |
| 20:15 CEST (UTC+02:00)     | Augustyniak 86' · Luquinhas 90+3' | (0:0) |                | Stadion Miejski im. Marszałka Józefa Piłsudskiego, Warszawa Widzów: 25 542 Sędzia: Piotr Lasyk (Bytom) |
| 20:15 CEST (UTC+02:00)     | Ziółkowski 60'                    | (0:0) | 51' Nalepa     | Stadion Miejski im. Marszałka Józefa Piłsudskiego, Warszawa Widzów: 25 542 Sędzia: Piotr Lasyk (Bytom) |

| Ekstraklasa 228 lipca 2024 | Korona Kielce               | 0:1   | Legia Warszawa                               |                                                                   |
| 20:15 CEST (UTC+02:00)     |                             | (0:0) | 74' Luquinhas                                | Arena Kielce, Kielce Widzów: 14 289 Sędzia: Karol Arys (Szczecin) |
| 20:15 CEST (UTC+02:00)     | Trojak 22' · Fornalczyk 41' | (0:0) | 34' Gonçalves · 41' Wszołek · 60' Ziółkowski | Arena Kielce, Kielce Widzów: 14 289 Sędzia: Karol Arys (Szczecin) |

| Ekstraklasa 34 sierpnia 2024 | Legia Warszawa          | 1:2   | Piast Gliwice                                             | |
| 20:15 CEST (UTC+02:00)       | Kramer 45+1'            | (1:1) | 20' Chrapek · 85' Kostadinow                              | Stadion Miejski im. Marszałka Józefa Piłsudskiego, Warszawa Widzów: 24 633 Sędzia: Łukasz Kuźma (Białystok) |
| 20:15 CEST (UTC+02:00)       | Kramer 25' · Gual 90+7' | (1:1) | 37' Ameyaw · 40' Chrapek · 90' Kostadinow · 90+5' Rosołek | Stadion Miejski im. Marszałka Józefa Piłsudskiego, Warszawa Widzów: 24 633 Sędzia: Łukasz Kuźma (Białystok) |

| Ekstraklasa 411 sierpnia 2024 | Puszcza Niepołomice           | 2:2   | Legia Warszawa             |                                                                                           |
| 17:30 CEST (UTC+02:00)        | Crăciun 17' (k) · Blagaić 41' | (2:2) | 14' Morishita · 22' Kramer | Stadion Cracovii im. Józefa Piłsudskiego, Kraków Widzów: 3 495 Sędzia: Paweł Malec (Łódź) |
| 17:30 CEST (UTC+02:00)        | Blagaić 32' · Sipľak 40'      | (2:2) | 84' Augustyniak            | Stadion Cracovii im. Józefa Piłsudskiego, Kraków Widzów: 3 495 Sędzia: Paweł Malec (Łódź) |

| Ekstraklasa 518 sierpnia 2024 | Legia Warszawa                                                | 4:1   | Radomiak Radom                                    | |
| 17:30 CEST (UTC+02:00)        | Kramer 38' (k) · Kapustka 45+3' · Gual 70' (k) · Urbański 90' | (2:0) | 61' Capemba                                       | Stadion Miejski im. Marszałka Józefa Piłsudskiego, Warszawa Widzów: 24 376 Sędzia: Damian Sylwestrzak (Wrocław) |
| 17:30 CEST (UTC+02:00)        | Kramer 58' · Urbański 84'                                     | (2:0) | 67' Leândro · 67' Jakubik · 68' Rossi · 85' Alves | Stadion Miejski im. Marszałka Józefa Piłsudskiego, Warszawa Widzów: 24 376 Sędzia: Damian Sylwestrzak (Wrocław) |

| Ekstraklasa 625 sierpnia 2024 | Śląsk Wrocław              | 1:1   | Legia Warszawa                                        |                                                                           |
| 20:15 CEST (UTC+02:00)        | Guercio 66'                | (0:0) | 53' Kapustka                                          | Tarczyński Arena, Wrocław Widzów: 36 208 Sędzia: Szymon Marciniak (Płock) |
| 20:15 CEST (UTC+02:00)        | Pokorný 62' · Paluszek 81' | (0:0) | 2' Kramer · 63' Augustyniak · 75' Kun · 88' Gonçalves | Tarczyński Arena, Wrocław Widzów: 36 208 Sędzia: Szymon Marciniak (Płock) |

| Ekstraklasa 71 września 2024 | Legia Warszawa                                                   | 5:2   | Motor Lublin                         | |
| 14:45 CEST (UTC+02:00)       | Kapustka 30', 69' · Wszołek 36' (k) · Alfarela 48' · Nsame 90+1' | (2:1) | 9' Rudol · 90' Ndiaye                | Stadion Miejski im. Marszałka Józefa Piłsudskiego, Warszawa Widzów: 27 142 Sędzia: Damian Kos (Wejherowo) |
| 14:45 CEST (UTC+02:00)       | Gonçalves 4' · Luquinhas 45+4' · Vinagre 53' · Augustyniak 79'   | (2:1) | 40' Ndiaye · 45' Rudol · 56' Ceglarz | Stadion Miejski im. Marszałka Józefa Piłsudskiego, Warszawa Widzów: 27 142 Sędzia: Damian Kos (Wejherowo) |

| Ekstraklasa 815 września 2024 | Legia Warszawa                                            | 0:1   | Raków Częstochowa                                    | |
| 17:30 CEST (UTC+02:00)        |                                                           | (0:1) | 41' Silva                                            | Stadion Miejski im. Marszałka Józefa Piłsudskiego, Warszawa Widzów: 26 102 Sędzia: Jarosław Przybył (Kluczbork) |
| 17:30 CEST (UTC+02:00)        | Alfarela 31' · Kapustka 69' · Çelhaka 88' · Kapuadi 90+4' | (0:1) | 61' Kuciak · 90' Brunes · 90' Silva · 90+4' Berggren | Stadion Miejski im. Marszałka Józefa Piłsudskiego, Warszawa Widzów: 26 102 Sędzia: Jarosław Przybył (Kluczbork) |

| Ekstraklasa 920 września 2024 | Pogoń Szczecin                                | 1:0   | Legia Warszawa                  |                                                                                              |
| 20:30 CEST (UTC+02:00)        | Gorgon 67'                                    | (0:0) |                                 | Stadion Miejski im. Floriana Krygiera, Szczecin Widzów: 20 415 Sędzia: Wojciech Myć (Lublin) |
| 20:30 CEST (UTC+02:00)        | Borges 82' · Wahlqvist 90+5' · Cojocaru 90+5' | (0:0) | 57' Çelhaka · 90+5' Jędrzejczyk | Stadion Miejski im. Floriana Krygiera, Szczecin Widzów: 20 415 Sędzia: Wojciech Myć (Lublin) |

| Ekstraklasa 1028 września 2024 | Legia Warszawa | 1:1   | Górnik Zabrze    |                                                                                    |
| 20:15 CEST (UTC+02:00)         | Pankov 35'     | (1:1) | 10' (k) Lukoszek | Stadion Wojska Polskiego, Warszawa Widzów: 24 438 Sędzia: Łukasz Kuźma (Białystok) |
| 20:15 CEST (UTC+02:00)         | Luquinhas 60'  | (1:1) | 39' Olkowski     | Stadion Wojska Polskiego, Warszawa Widzów: 24 438 Sędzia: Łukasz Kuźma (Białystok) |

| Ekstraklasa 116 października 2024 | Jagiellonia Białystok                      | 1:1   | Legia Warszawa                                               |                                                                            |
| 20:15 CEST (UTC+02:00)            | Imaz 35'                                   | (1:0) | 67' Gual                                                     | Stadion Miejski, Białystok Widzów: 20 029 Sędzia: Szymon Marciniak (Płock) |
| 20:15 CEST (UTC+02:00)            | Romanczuk 44' · Kubicki 74' · Pululu 90+7' | (1:0) | 48' Chodyna · 63' Kapustka · 87' Tobiasz · 90+6' Jędrzejczyk | Stadion Miejski, Białystok Widzów: 20 029 Sędzia: Szymon Marciniak (Płock) |

| Ekstraklasa 1218 października 2024 | Lechia Gdańsk | 0:2   | Legia Warszawa               |                                                                      |
| 20:30 CEST (UTC+02:00)             |               | (0:0) | 58' Morishita · 63' Chodyna  | Polsat Plus Arena, Gdańsk Widzów: 25 000 Sędzia: Piotr Lasyk (Bytom) |
| 20:30 CEST (UTC+02:00)             | Pllana 19'    | (0:0) | 39' Urbański · 41' Morishita | Polsat Plus Arena, Gdańsk Widzów: 25 000 Sędzia: Piotr Lasyk (Bytom) |

| Ekstraklasa 1327 października 2024 | Legia Warszawa                                                     | 4:1   | GKS Katowice  |                                                                                 |
| 20:15 CET (UTC+01:00)              | Kapuadi 28' · Chodyna 45+1' · Jędrych 61' (sam.) · Augustyniak 65' | (2:1) | 25' Zreľák    | Stadion Wojska Polskiego, Warszawa Widzów: 25 188 Sędzia: Karol Arys (Szczecin) |
| 20:15 CET (UTC+01:00)              | Gual 59' · Çelhaka 89'                                             | (2:1) | 33' Kowalczyk | Stadion Wojska Polskiego, Warszawa Widzów: 25 188 Sędzia: Karol Arys (Szczecin) |

| Ekstraklasa 143 listopada 2024 | Legia Warszawa               | 2:1   | Widzew Łódź |                                                                                        |
| 20:15 CET (UTC+01:00)          | Kapustka 36' · Wszołek 86'   | (1:1) | 41' Kerk    | Stadion Wojska Polskiego, Warszawa Widzów: 26 236 Sędzia: Damian Sylwestrzak (Wrocław) |
| 20:15 CET (UTC+01:00)          | Kapuadi 70' · Kapustka 90+1' | (1:1) | 54' Sypek   | Stadion Wojska Polskiego, Warszawa Widzów: 26 236 Sędzia: Damian Sylwestrzak (Wrocław) |

| Ekstraklasa 1510 listopada 2024 | Lech Poznań                                              | 5:2   | Legia Warszawa                               |                                                                        |
| 17:30 CET (UTC+01:00)           | Gholizadeh 5' · Kozubal 39' · Sousa 50', 69' · Ishak 59' | (2:2) | 29' Gual · 45+2' (k) Augustyniak             | Stadion Poznań, Poznań Widzów: 40 838 Sędzia: Szymon Marciniak (Płock) |
| 17:30 CET (UTC+01:00)           | Gurgul 45+3' · Wålemark 65' · Murawski 73'               | (2:2) | 50' Luquinhas · 77' Urbański · 90+1' Çelhaka | Stadion Poznań, Poznań Widzów: 40 838 Sędzia: Szymon Marciniak (Płock) |

| Ekstraklasa 1623 listopada 2024 | Legia Warszawa                             | 3:2   | Cracovia                   |                                                                               |
| 20:15 CET (UTC+01:00)           | Kapustka 17' (k) · Gual 26' · Urbański 39' | (3:1) | 34' Källman · 79' Maigaard | Stadion Wojska Polskiego, Warszawa Widzów: 25 121 Sędzia: Piotr Lasyk (Bytom) |
| 20:15 CET (UTC+01:00)           | Pankov 21' · Morishita 67' · Kobylak 90+2' | (3:1) |                            | Stadion Wojska Polskiego, Warszawa Widzów: 25 121 Sędzia: Piotr Lasyk (Bytom) |

| Ekstraklasa 171 grudnia 2024 | Stal Mielec                        | 2:2   | Legia Warszawa                      |                                                                                                   |
| 17:30 CET (UTC+01:00)        | Wlazło 28' (k) · Wolsztyński 90+1' | (1:1) | 12' Morishita · 63' (k) Augustyniak | Stadion Miejskiego Ośrodka Sportu i Rekreacji, Mielec Widzów: 6 337 Sędzia: Karol Arys (Szczecin) |
| 17:30 CET (UTC+01:00)        | 2' Urbański · 57' Gual             | (1:1) |                                     | Stadion Miejskiego Ośrodka Sportu i Rekreacji, Mielec Widzów: 6 337 Sędzia: Karol Arys (Szczecin) |

| Ekstraklasa 188 grudnia 2024 | Zagłębie Lubin | 0:3   | Legia Warszawa                                |                                                                        |
| 17:30 CET (UTC+01:00)        |                | (0:3) | 17' Barcia · 26' (k) Kapustka · 31' Morishita | KGHM Zagłębie Arena, Lubin Widzów: 7 859 Sędzia: Wojciech Myć (Lublin) |
| 17:30 CET (UTC+01:00)        | Orlikowski 50' | (0:3) | 45' Barcia · 83' Kun                          | KGHM Zagłębie Arena, Lubin Widzów: 7 859 Sędzia: Wojciech Myć (Lublin) |

| Ekstraklasa 192 lutego 2025 | Legia Warszawa                                                   | 1:1   | Korona Kielce | |
| 17:30 CET (UTC+01:00)       | Kapuadi 40'                                                      | (1:1) | 22' Dalmau    | Stadion Miejski im. Marszałka Józefa Piłsudskiego, Warszawa Widzów: 24 169 Sędzia: Jarosław Przybył (Kluczbork) |
| 17:30 CET (UTC+01:00)       | Morishita 23' · Feio (trener) 45+1' · Oyedele 89' · Elitim 90+1' | (1:1) | 90+1' Godinho | Stadion Miejski im. Marszałka Józefa Piłsudskiego, Warszawa Widzów: 24 169 Sędzia: Jarosław Przybył (Kluczbork) |

| Ekstraklasa 208 lutego 2025 | Piast Gliwice                                  | 1:0   | Legia Warszawa                                                     |                                                                         |
| 20:15 CET (UTC+01:00)       | Félix 40'                                      | (1:0) |                                                                    | Stadion Miejski, Gliwice Widzów: 8 304 Sędzia: Szymon Marciniak (Płock) |
| 20:15 CET (UTC+01:00)       | Katsantonis 47' · Kostadinow 63' · Dziczek 73' | (1:0) | 44' Feio (trener) · 90' Ziółkowski · 90+4' Kapuadi · 90+5' Oyedele | Stadion Miejski, Gliwice Widzów: 8 304 Sędzia: Szymon Marciniak (Płock) |

| Ekstraklasa 2115 lutego 2025 | Legia Warszawa             | 2:0   | Puszcza Niepołomice                                 | |
| 20:15 CET (UTC+01:00)        | Kapustka 15' · Kapuadi 35' | (2:0) |                                                     | Stadion Miejski im. Marszałka Józefa Piłsudskiego, Warszawa Widzów: 18 406 Sędzia: Wojciech Myć (Lublin) |
| 20:15 CET (UTC+01:00)        | Wszołek 86'                | (2:0) | 34' Stępień · 58' Crăciun · 86' Kosidis · 87' Żukow | Stadion Miejski im. Marszałka Józefa Piłsudskiego, Warszawa Widzów: 18 406 Sędzia: Wojciech Myć (Lublin) |

| Ekstraklasa 2222 lutego 2025 | Radomiak Radom                           | 3:1   | Legia Warszawa                            |                                                                                   |
| 20:15 CET (UTC+01:00)        | Capemba 17' · Grzesik 42' · Agouzoul 54' | (2:1) | 6' Kapustka                               | Stadion im. Braci Czachorów, Radom Widzów: 8 227 Sędzia: Łukasz Kuźma (Białystok) |
| 20:15 CET (UTC+01:00)        | Henrique 5' · Henrique 60' (trener)      | (2:1) | 45+1', 81' Feio (trener) · 71' Ziółkowski | Stadion im. Braci Czachorów, Radom Widzów: 8 227 Sędzia: Łukasz Kuźma (Białystok) |

| Ekstraklasa 232 marca 2025 | Legia Warszawa                        | 3:1   | Śląsk Wrocław            | |
| 14:45 CET (UTC+01:00)      | Gual 35' · Vinagre 49' · Urbański 87' | (1:1) | 36' Al Hamlawi           | Stadion Miejski im. Marszałka Józefa Piłsudskiego, Warszawa Widzów: 24 089 Sędzia: Damian Kos (Wejherowo) |
| 14:45 CET (UTC+01:00)      | Jędrzejczyk 60'                       | (1:1) | 59' Macenko · 69' Băluță | Stadion Miejski im. Marszałka Józefa Piłsudskiego, Warszawa Widzów: 24 089 Sędzia: Damian Kos (Wejherowo) |

| Ekstraklasa 2410 marca 2025 | Motor Lublin                      | 3:3   | Legia Warszawa                                               |                                                                                |
| 19:00 CET (UTC+01:00)       | van Hoeven 37' · Mráz 65', 90+10' | (1:1) | 11' Gual · 55' Chodyna · 71' Morishita                       | Motor Lublin Arena, Lublin Widzów: 15 200 Sędzia: Jarosław Przybył (Kluczbork) |
| 19:00 CET (UTC+01:00)       | Łabojko 48' · Wójcik 81'          | (1:1) | 26' Wszołek · 64' Pankov · 90' Augustyniak · 90+9' Kovačević | Motor Lublin Arena, Lublin Widzów: 15 200 Sędzia: Jarosław Przybył (Kluczbork) |

| Ekstraklasa 2516 marca 2025 | Raków Częstochowa                     | 3:2   | Legia Warszawa                                  |                                                                                          |
| 17:30 CET (UTC+01:00)       | Swarnas 10' · Brunes 32' · Amorim 47' | (2:0) | 50' Gual · 85' Luquinhas                        | Miejski Stadion Piłkarski Raków, Częstochowa Widzów: 5 500 Sędzia: Wojciech Myć (Lublin) |
| 17:30 CET (UTC+01:00)       | Jean Carlos 23' · López 62'           | (2:0) | 66' Feio (trener) · 88' Urbański · 90+4' Pankov | Miejski Stadion Piłkarski Raków, Częstochowa Widzów: 5 500 Sędzia: Wojciech Myć (Lublin) |

| Ekstraklasa 2628 marca 2025 | Legia Warszawa           | 0:0   | Pogoń Szczecin                               | |
| 20:30 CET (UTC+01:00)       |                          | (0:0) |                                              | Stadion Miejski im. Marszałka Józefa Piłsudskiego, Warszawa Widzów: 27 424 Sędzia: Wojciech Myć (Lublin) |
| 20:30 CET (UTC+01:00)       | Kapuadi 35' · Elitim 90' | (0:0) | 21' Przyborek · 83' Grosicki · 90+3' Koutris | Stadion Miejski im. Marszałka Józefa Piłsudskiego, Warszawa Widzów: 27 424 Sędzia: Wojciech Myć (Lublin) |

| Ekstraklasa 276 kwietnia 2025 | Górnik Zabrze                 | 1:2   | Legia Warszawa                                   |                                                                                   |
| 14:45 CEST (UTC+02:00)        | Ismaheel 8'                   | (1:0) | 58', 67' Luquinhas                               | Stadion im. Ernesta Pohla, Zabrze Widzów: 23 438 Sędzia: Szymon Marciniak (Płock) |
| 14:45 CEST (UTC+02:00)        | Hellebrand 28' · Ismaheel 54' | (1:0) | 12' Chodyna · 45+2' Jędrzejczyk · 59' Ziółkowski | Stadion im. Ernesta Pohla, Zabrze Widzów: 23 438 Sędzia: Szymon Marciniak (Płock) |

| Ekstraklasa 2813 kwietnia 2025 | Legia Warszawa | 0:1   | Jagiellonia Białystok                               |                                                                                                  |
| 20:15 CEST (UTC+02:00)         |                | (0:1) | 41' Czurlinow                                       | Stadion Miejski im. Marszałka Józefa Piłsudskiego, Warszawa Sędzia: Damian Sylwestrzak (Wrocław) |
| 20:15 CEST (UTC+02:00)         | Pankov 20'     | (0:1) | 21' Silva · 56' Wojtuszek · 90+1', 90+3' Stojinović | Stadion Miejski im. Marszałka Józefa Piłsudskiego, Warszawa Sędzia: Damian Sylwestrzak (Wrocław) |

| Ekstraklasa 2921 kwietnia 2025 | Legia Warszawa                     | 2:1   | Lechia Gdańsk          | |
| 17:30 CEST (UTC+02:00)         | Luquinhas 45+2' · Ziółkowski 90+5' | (1:1) | 30' Kapić              | Stadion Miejski im. Marszałka Józefa Piłsudskiego, Warszawa Widzów: 21 841 Sędzia: Patryk Gryckiewicz (Toruń) |
| 17:30 CEST (UTC+02:00)         | Oyedele 88'                        | (1:1) | 22' Chłań · 53' Olsson | Stadion Miejski im. Marszałka Józefa Piłsudskiego, Warszawa Widzów: 21 841 Sędzia: Patryk Gryckiewicz (Toruń) |

| Ekstraklasa 3026 kwietnia 2025 | GKS Katowice                 | 1:3   | Legia Warszawa                           |                                                                        |
| 20:15 CEST (UTC+02:00)         | Szymczak 63'                 | (0:2) | 15' Gonçalves · 17' Szkuryn · 90+3' Gual | Stadion Miejski, Katowice Widzów: 14 611 Sędzia: Karol Arys (Szczecin) |
| 20:15 CEST (UTC+02:00)         | 65' Ziółkowski · 72' Oyedele | (0:2) |                                          | Stadion Miejski, Katowice Widzów: 14 611 Sędzia: Karol Arys (Szczecin) |

| Ekstraklasa 3115 maja 2025 | Widzew Łódź | 0:2   | Legia Warszawa                                                                                    |                                                                  |
| 20:30 CEST (UTC+02:00)     |             | (0:2) | 17' Morishita · 34' Gual                                                                          | Stadion Widzewa, Łódź Widzów: 17 492 Sędzia: Piotr Lasyk (Bytom) |
| 20:30 CEST (UTC+02:00)     | Ibiza 62'   | (0:2) | 19', 90+4' Morishita · 52' Gonçalves · 55' Kapuadi · 72' Luquinhas · 90+1' Kun · 90+3' Ziółkowski | Stadion Widzewa, Łódź Widzów: 17 492 Sędzia: Piotr Lasyk (Bytom) |

| Ekstraklasa 3211 maja 2025 | Legia Warszawa               | 0:1   | Lech Poznań               | |
| 17:30 CEST (UTC+02:00)     |                              | (0:0) | 77' Gholizadeh            | Stadion Miejski im. Marszałka Józefa Piłsudskiego, Warszawa Widzów: 27 341 Sędzia: Wojciech Myć (Lublin) |
| 17:30 CEST (UTC+02:00)     | Vinagre 45+8' · Elitim 90+2' | (0:0) | 32' Gurgul · 45+10' Hotić | Stadion Miejski im. Marszałka Józefa Piłsudskiego, Warszawa Widzów: 27 341 Sędzia: Wojciech Myć (Lublin) |

| Ekstraklasa 3318 maja 2025 | Cracovia                                 | 3:1   | Legia Warszawa                                                 | |
| 14:45 CEST (UTC+02:00)     | Rózga 19' · Källman 55' · Henriksson 69' | (1:1) | 21' Szkuryn                                                    | Stadion Cracovii im. Józefa Piłsudskiego, Kraków Widzów: 13 709 Sędzia: Damian Sylwestrzak (Wrocław) |
| 14:45 CEST (UTC+02:00)     | Perković 42' · Källman 65'               | (1:1) | 34' Ziółkowski · 45+2' Oyedele · 70' Jędrzejczyk · 84' Kapuadi | Stadion Cracovii im. Józefa Piłsudskiego, Kraków Widzów: 13 709 Sędzia: Damian Sylwestrzak (Wrocław) |

| Ekstraklasa 3424 maja 2025 | Legia Warszawa            | 2:2   | Stal Mielec                                  | |
| 17:30 CEST (UTC+02:00)     | Pekhart 64' · Wszołek 79' | (0:0) | 57' (k) Wolsztyński · 77' Matras             | Stadion Miejski im. Marszałka Józefa Piłsudskiego, Warszawa Widzów: 25 344 Sędzia: Marcin Kochanek (Opole) |
| 17:30 CEST (UTC+02:00)     | Jędrzejczyk 90+4'         | (0:0) | 71' Wolsztyński · 87' Matras · 90+4' Jałocha | Stadion Miejski im. Marszałka Józefa Piłsudskiego, Warszawa Widzów: 25 344 Sędzia: Marcin Kochanek (Opole) |

### Puchar Polski
| 1/16 finału 31 października 2024 | Miedź Legnica    | 1:2   | Legia Warszawa                   |                                                                             |
| 20:30 CET (UTC+01:00)            | Letniowski 49'   | (0:0) | 57' (k) Kapustka · 77' Luquinhas | Stadion Miejski, Legnica Widzów: 4 922 Sędzia: Jarosław Przybył (Kluczbork) |
| 20:30 CET (UTC+01:00)            | Letniowski 45+1' | (0:0) | 90+2' Pankov · 90+8' Kobylak     | Stadion Miejski, Legnica Widzów: 4 922 Sędzia: Jarosław Przybył (Kluczbork) |

| 1/8 finału 5 grudnia 2024 | ŁKS Łódź   | 0:3   | Legia Warszawa                                 |                                                                      |
| 18:00 CET (UTC+01:00)     |            | (0:0) | 49', 62' Gual · 57' (sam.) Dankowski           | Stadion Miejski, Łódź Widzów: 8 951 Sędzia: Łukasz Kuźma (Białystok) |
| 18:00 CET (UTC+01:00)     | Pirulo 47' | (0:0) | 51' Urbański · 75' Augustyniak · 90+5' Çelhaka | Stadion Miejski, Łódź Widzów: 8 951 Sędzia: Łukasz Kuźma (Białystok) |

| 1/4 finału 26 lutego 2025 | Legia Warszawa                             | 3:1   | Jagiellonia Białystok                            | |
| 21:00 CET (UTC+01:00)     | Ziółkowski 53' · Morishita 85', 90+9'      | (0:1) | 30' Kubicki                                      | Stadion Miejski im. Marszałka Józefa Piłsudskiego, Warszawa Widzów: 23 816 Sędzia: Piotr Lasyk (Bytom) |
| 21:00 CET (UTC+01:00)     | Oyedele 7' · Wszołek 78' · Kapustka 90+12' | (0:1) | 78' Skrzypczak · 90+6' Romanczuk · 90+12' Pululu | Stadion Miejski im. Marszałka Józefa Piłsudskiego, Warszawa Widzów: 23 816 Sędzia: Piotr Lasyk (Bytom) |

| Półfinał 2 kwietnia 2025 | Ruch Chorzów                                 | 0:5   | Legia Warszawa                                                    |                                                                             |
| 18:00 CEST (UTC+02:00)   |                                              | (0:2) | 5' Chodyna · 28' Gual · 56' Wszołek · 79' Morishita · 84' Szkuryn | Stadion Śląski, Chorzów Widzów: 25 496 Sędzia: Damian Sylwestrzak (Wrocław) |
| 18:00 CEST (UTC+02:00)   | Borowski 33' · Szymański 52' · Mezghrani 83' | (0:2) | 12' Kapuadi · 60' Pankov                                          | Stadion Śląski, Chorzów Widzów: 25 496 Sędzia: Damian Sylwestrzak (Wrocław) |

| Finał 2 maja 2025      | Pogoń Szczecin                                                              | 3:4   | Legia Warszawa                                            | |
| 16:00 CEST (UTC+02:00) | Lončar 41' · Vinagre 67' (sam.) · Smoliński 90+5'                           | (1:1) | 13' Luquinhas · 46' Morishita · 64' Szkuryn · 85' Vinagre | Stadion Narodowy im. Kazimierza Górskiego, Warszawa Widzów: 51 233 Sędzia: Szymon Marciniak (Płock) |
| 16:00 CEST (UTC+02:00) | Cojocaru 24' · Léo Borges 25' · Ulvestad 34' · Gamboa 45' · Wahlqvist 45+4' | (1:1) | 28' Wszołek · 53' Gonçalves                               | Stadion Narodowy im. Kazimierza Górskiego, Warszawa Widzów: 51 233 Sędzia: Szymon Marciniak (Płock) |

### Liga Konferencji UEFA

#### II runda kwalifikacyjna
| 25 lipca 2024          | Legia Warszawa                                                          | 6:0   | Caernarfon Town | |
| 20:45 CEST (UTC+02:00) | Gual 22', 48', 53' · McMullan 44' (sam.) · Kramer 71' · Gonçalves 90+3' | (2:0) |                 | Stadion Miejski im. Marszałka Józefa Piłsudskiego, Warszawa Widzów: bez kibiców Sędzia: Juri Frischer |
| 20:45 CEST (UTC+02:00) | 33' Mendes · 67' Mooney                                                 | (2:0) |                 | Stadion Miejski im. Marszałka Józefa Piłsudskiego, Warszawa Widzów: bez kibiców Sędzia: Juri Frischer |

| 1 sierpnia 2024        | Caernarfon Town                                   | 0:5   | Legia Warszawa                                                        |                                                                        |
| 18:00 CEST (UTC+01:00) |                                                   | (0:0) | 46' Kapustka · 48' Jędrzejczyk · 54' Pekhart · 72' Nsame · 83' Barcia | Farrar Road Stadium, Bangor Widzów: 863 Sędzia: Ivar Orri Kristjansson |
| 18:00 CEST (UTC+01:00) | John 15' · Mendes 26' · Sears 48', 86' · Owen 90' | (0:0) | 43' Jędrzejczyk                                                       | Farrar Road Stadium, Bangor Widzów: 863 Sędzia: Ivar Orri Kristjansson |

#### III runda kwalifikacyjna
| 8 sierpnia 2024        | Brøndby IF                       | 2:3   | Legia Warszawa                              |                                                                    |
| 19:00 CEST (UTC+02:00) | Bundgaard 19' · Kvistgaarden 36' | (2:1) | 24' Pekhart · 70' Luquinhas · 87' Morishita | Brøndby Stadion, Brøndbyvester Widzów: 19 502 Sędzia: Martin Dohal |
| 19:00 CEST (UTC+02:00) | Wass 65'                         | (2:1) |                                             | Brøndby Stadion, Brøndbyvester Widzów: 19 502 Sędzia: Martin Dohal |

| 15 sierpnia 2024       | Legia Warszawa                             | 1:1   | Brøndby IF                                   | |
| 18:00 CEST (UTC+02:00) | Pankov 45+3'                               | (1:1) | 38' (k) Wass                                 | Stadion Miejski im. Marszałka Józefa Piłsudskiego, Warszawa Widzów: 26 823 Sędzia: Chrysovalantis Theouli |
| 18:00 CEST (UTC+02:00) | Tobiasz 31' · Kapustka 79' · Kapuadi 90+3' | (1:1) | 45+3' Bischoff · 50' Klaiber · 58' Rasmussen | Stadion Miejski im. Marszałka Józefa Piłsudskiego, Warszawa Widzów: 26 823 Sędzia: Chrysovalantis Theouli |

#### Runda play-off
| Runda play-off 22 sierpnia 2024 | Legia Warszawa                | 2:0   | Drita Gnjilane                        |                                                                                                   |
| 18:00 CEST (UTC+02:00)          | Kramer 56' · Gual             | (0:0) |                                       | Stadion Miejski im. Marszałka Józefa Piłsudskiego, Warszawa Widzów: 19 316 Sędzia: Chris Kavanagh |
| 18:00 CEST (UTC+02:00)          | Jędrzejczyk 25' · Vinagre 41' | (0:0) | 14' Dabiqaj · 31' Gomda · 90+2' Manaj | Stadion Miejski im. Marszałka Józefa Piłsudskiego, Warszawa Widzów: 19 316 Sędzia: Chris Kavanagh |

| Runda play-off - rewanż 29 sierpnia 2024 | Drita Gnjilane                           | 0:1   | Legia Warszawa                                                                              |                                                                               |
| 20:00 CEST (UTC+02:00)                   |                                          | (0:0) | 90+1' Pekhart                                                                               | Stadion im. Fadila Vokrriego, Prisztina Widzów: 6 853 Sędzia: Daniel Schlager |
| 20:00 CEST (UTC+02:00)                   | Broja 36', 77' · Ajzeraj 57' · Manaj 63' | (0:0) | 16' Sergio Barcia · 26' Kramer · 45+2' Kapustka · 49' Gonçalves · 73' Wszołek · 87' Kapuadi | Stadion im. Fadila Vokrriego, Prisztina Widzów: 6 853 Sędzia: Daniel Schlager |

#### Faza ligowa
| Lp. | Drużyna               | M | Z | R | P | B+ | B– | +/– | Pkt | Kwalifikacja |
| --- | --------------------- | - | - | - | - | -- | -- | --- | --- | ------------ |
| 5   | Djurgårdens IF        | 6 | 4 | 1 | 1 | 11 | 7  | +4  | 13  | 1/8 finału   |
| 6   | FC Lugano             | 6 | 4 | 1 | 1 | 11 | 7  | +4  | 13  | 1/8 finału   |
| 7   | Legia Warszawa        | 6 | 4 | 0 | 2 | 13 | 5  | +8  | 12  | 1/8 finału   |
| 8   | Cercle Brugge         | 6 | 3 | 2 | 1 | 14 | 7  | +7  | 11  | 1/8 finału   |
| 9   | Jagiellonia Białystok | 6 | 3 | 2 | 1 | 10 | 5  | +5  | 11  | play-offy    |

| 13 października 2024   | Legia Warszawa                                                                                  | 1:0   | Real Betis                                                                                     |                                                                                                  |
| 18:45 CEST (UTC+02:00) | Kapuadi 23'                                                                                     | (1:0) |                                                                                                | Stadion Miejski im. Marszałka Józefa Piłsudskiego, Warszawa Widzów: 25 385 Sędzia: Luca Pairetto |
| 18:45 CEST (UTC+02:00) | Luquinhas 26' · Treutz-Kuszyński (fizjoterapeuta) 38' · Oyedele 76' · Wszołek 79' · Kapuadi 88' | (1:0) | 27' Doblas Santana (trener bramkarzy) · 61' Cardoso · 80' Ruibal · 90+2' Natan · 90+3' Perraud | Stadion Miejski im. Marszałka Józefa Piłsudskiego, Warszawa Widzów: 25 385 Sędzia: Luca Pairetto |

| 224 października 2024  | TSC Bačka Topola                                | 0:3   | Legia Warszawa                                |                                                                 |
| 21:00 CEST (UTC+02:00) |                                                 | (0:1) | 11' Kapustka · 47' Luquinhas · 62' Chodyna    | TSC Arena, Bačka Topola Widzów: 3 090 Sędzia: Julian Weinberger |
| 21:00 CEST (UTC+02:00) | Radin 45' · Capan 62' · Banjac 67' · Krstić 82' | (0:1) | 52' Kapustka · 72' Ziółkowski · 90+4' Chodyna | TSC Arena, Bačka Topola Widzów: 3 090 Sędzia: Julian Weinberger |

| 37 listopada 2024     | Legia Warszawa                    | 4:0   | Dynama Mińsk                                               | |
| 18:45 CET (UTC+01:00) | Luquinhas 10', 55' · Gual 51' (k) | (1:0) |                                                            | Stadion Miejski im. Marszałka Józefa Piłsudskiego, Warszawa Widzów: 22 723 Sędzia: Atilla Karaoğlan |
| 18:45 CET (UTC+01:00) | Augustyniak 90+2'                 | (1:0) | 13' Hauryłowicz · 26' Alfred · 54' Podstriełow · 80' Pigas | Stadion Miejski im. Marszałka Józefa Piłsudskiego, Warszawa Widzów: 22 723 Sędzia: Atilla Karaoğlan |

| 428 listopada 2024    | Omonia Nikozja            | 0:3   | Legia Warszawa                                |                                                               |
| 21:00 CET (UTC+01:00) |                           | (0:1) | 17' Morishita · 77' Szczepaniak · 86' Wszołek | Stadion GSP, Nikozja Widzów: 8 009 Sędzia: Radoslav Gidzhenov |
| 21:00 CET (UTC+01:00) | Marić 27' · Ewandro 90+2' | (0:1) | 25' Morishita · 89' Kapustka                  | Stadion GSP, Nikozja Widzów: 8 009 Sędzia: Radoslav Gidzhenov |

| 512 grudnia 2024      | Legia Warszawa                                                                       | 1:2   | FC Lugano                                   | |
| 18:45 CET (UTC+01:00) | Morishita 11'                                                                        | (1:1) | 40' Bottani · 74' Hajdari                   | Stadion Miejski im. Marszałka Józefa Piłsudskiego, Warszawa Widzów: 21 767 Sędzia: Juan Martínez Munuera |
| 18:45 CET (UTC+01:00) | Wszołek 28' · Kapustka 84' · Pankov 90+1', 90+2' · Luquinhas 90+4' · Morishita 90+7' | (1:1) | 23' Bislimi · 90+4' Zanotti · 90+6' Steffen | Stadion Miejski im. Marszałka Józefa Piłsudskiego, Warszawa Widzów: 21 767 Sędzia: Juan Martínez Munuera |

| 619 grudnia 2024      | Djurgårdens IF                              | 3:1   | Legia Warszawa                                                                     |                                                           |
| 21:00 CET (UTC+01:00) | Nguen 24' · Hümmet 45+4' · Åslund 76'       | (2:0) | 56' Wszołek                                                                        | Tele2 Arena, Sztokholm Widzów: 23 270 Sędzia: David Šmajc |
| 21:00 CET (UTC+01:00) | Šabović 43' · Danielson 45+16' · Kosugi 84' | (2:0) | 45+5' Feio (trener) · 45+5' Gual · 45+11' Morishita · 45+15' Kapuadi · 72' Chodyna | Tele2 Arena, Sztokholm Widzów: 23 270 Sędzia: David Šmajc |

#### Faza finałowa
| 1/8 finału 6 marca 2025 | Molde FK                                   | 3:2   | Legia Warszawa                 |                                                          |
| 18:45 CET (UTC+01:00)   | Hestad 11' · Eriksen 17' · Gulbrandsen 43' | (3:0) | 64' Chodyna · 67' Luquinhas    | Aker Stadion, Molde Widzów: 4 098 Sędzia: Horațiu Feșnic |
| 18:45 CET (UTC+01:00)   | Stenevik 13'                               | (3:0) | 50' Ziółkowski · 89' Luquinhas | Aker Stadion, Molde Widzów: 4 098 Sędzia: Horațiu Feșnic |

| 1/8 finału - rewanż 13 marca 2025 | Legia Warszawa                            | 2:0 (pd.)             | Molde FK                                                      |                                                                                              |
| 21:00 CET (UTC+01:00)             | Morishita 34' · Gual 108'                 | (1:0; 1:0, dogr. 2:0) |                                                               | Stadion Miejski im. Marszałka Józefa Piłsudskiego, Warszawa Widzów: 26 153 Sędzia: Matej Jug |
| 21:00 CET (UTC+01:00)             | Jędrzejczyk 62', 120+1' · Ziółkowski 120' | (1:0; 1:0, dogr. 2:0) | 114' Lund · 116', 118' Eriksen · 120' Karlstrøm · 120' Eikrem | Stadion Miejski im. Marszałka Józefa Piłsudskiego, Warszawa Widzów: 26 153 Sędzia: Matej Jug |

| Ćwierćfinał 10 kwietnia 2025 | Legia Warszawa | 0:3   | Chelsea F.C.                  | |
| 18:45 CEST (UTC+02:00)       |                | (0:0) | 49' George · 57', 74' Madueke | Stadion Miejski im. Marszałka Józefa Piłsudskiego, Warszawa Widzów: 29 055 Sędzia: Serdar Gözübüyük |

| Ćwierćfinał - rewanż 17 kwietnia 2025 | Chelsea F.C.                  | 1:2   | Legia Warszawa                |                                                                                   |
| 20:00 BST (UTC+01:00)                 | Cucurella 33'                 | (1:1) | 10' (k) Pekhart · 53' Kapuadi | Stamford Bridge, Londyn Widzów: 32 549 Sędzia: Alejandro José Hernández Hernández |
| 20:00 BST (UTC+01:00)                 | Jørgensen 9' · Badiashile 48' | (1:1) |                               | Stamford Bridge, Londyn Widzów: 32 549 Sędzia: Alejandro José Hernández Hernández |

## Występy piłkarzy
| Numer | Zawodnik                | Łącznie | Łącznie | Łącznie | Łącznie | Łącznie      | Łącznie      | Łącznie         | Ekstraklasa | Ekstraklasa | Ekstraklasa | Ekstraklasa | Ekstraklasa  | Ekstraklasa  | Ekstraklasa     | Puchary krajowe i międzynarodowe | Puchary krajowe i międzynarodowe | Puchary krajowe i międzynarodowe | Puchary krajowe i międzynarodowe | Puchary krajowe i międzynarodowe | Puchary krajowe i międzynarodowe | Puchary krajowe i międzynarodowe |
| Numer | Zawodnik                | Minuty  | Występy | Bramki  | Asysty  | Czyste konta | Żółta kartka | Czerwona kartka | Minuty      | Występy     | Bramki      | Asysty      | Czyste konta | Żółta kartka | Czerwona kartka | Minuty                           | Występy                          | Bramki                           | Asysty                           | Czyste konta                     | Żółta kartka                     | Czerwona kartka                  |
| ----- | ----------------------- | ------- | ------- | ------- | ------- | ------------ | ------------ | --------------- | ----------- | ----------- | ----------- | ----------- | ------------ | ------------ | --------------- | -------------------------------- | -------------------------------- | -------------------------------- | -------------------------------- | -------------------------------- | -------------------------------- | -------------------------------- |
| 1     | Kacper Tobiasz          | 2956    | 33      | 0       | 0       | 11           | 2            | 0               | 1956        | 22          | 0           | 0           | 4            | 1            | 0               | 1020                             | 11                               | 0                                | 0                                | 7                                | 1                                | 0                                |
| 3     | Steve Kapuadi           | 3904    | 47      | 5       | 1       | -            | 11           | 0               | 2535        | 30          | 3           | 0           | -            | 6            | 0               | 1369                             | 17                               | 2                                | 1                                | -                                | 5                                | 0                                |
| 4     | Marco Burch             | 23      | 1       | 0       | 0       | -            | 0            | 0               | 23          | 1           | 0           | 0           | -            | 0            | 0               | 0                                | 0                                | 0                                | 0                                | -                                | 0                                | 0                                |
| 5     | Claude Gonçalves        | 1863    | 32      | 2       | 2       | -            | 6            | 0               | 1085        | 20          | 1           | 0           | -            | 4            | 0               | 778                              | 12                               | 1                                | 2                                | -                                | 2                                | 0                                |
| 6     | Maxi Oyedele            | 1538    | 24      | 0       | 1       | -            | 7            | 0               | 991         | 16          | 0           | 0           | -            | 5            | 0               | 547                              | 8                                | 0                                | 1                                | -                                | 2                                | 0                                |
| 7     | Tomáš Pekhart           | 893     | 29      | 5       | 0       | -            | 1            | 0               | 459         | 16          | 1           | 0           | -            | 0            | 0               | 434                              | 13                               | 4                                | 0                                | -                                | 1                                | 0                                |
| 8     | Rafał Augustyniak       | 2647    | 42      | 4       | 3       | -            | 6            | 0               | 1505        | 25          | 4           | 2           | -            | 4            | 0               | 1142                             | 17                               | 0                                | 1                                | -                                | 2                                | 0                                |
| 9     | Blaž Kramer             | 662     | 11      | 5       | 3       | -            | 4            | 0               | 386         | 6           | 3           | 1           | -            | 3            | 0               | 276                              | 5                                | 2                                | 2                                | -                                | 1                                | 0                                |
| 11    | Kacper Chodyna          | 2951    | 45      | 6       | 6       | -            | 4            | 0               | 1675        | 27          | 3           | 3           | -            | 2            | 0               | 1278                             | 18                               | 3                                | 3                                | -                                | 2                                | 0                                |
| 12    | Radovan Pankov          | 2939    | 40      | 2       | 2       | -            | 8            | 1               | 1652        | 23          | 1           | 0           | -            | 4            | 0               | 1287                             | 17                               | 1                                | 2                                | -                                | 4                                | 1                                |
| 13    | Paweł Wszołek           | 4114    | 49      | 6       | 9       | -            | 8            | 0               | 2542        | 30          | 3           | 3           | -            | 3            | 0               | 1572                             | 19                               | 3                                | 6                                | -                                | 5                                | 0                                |
| 16    | Aleksander Wyganowski   | 0       | 0       | 0       | 0       | -            | 0            | 0               | 0           | 0           | 0           | 0           | -            | 0            | 0               | 0                                | 0                                | 0                                | 0                                | -                                | 0                                | 0                                |
| 17    | Migouel Alfarela        | 649     | 22      | 1       | 2       | -            | 1            | 0               | 396         | 13          | 1           | 2           | -            | 1            | 0               | 253                              | 9                                | 0                                | 0                                | -                                | 0                                | 0                                |
| 17    | Illa Szkuryn            | 947     | 16      | 4       | 2       | -            | 0            | 0               | 816         | 13          | 2           | 2           | -            | 0            | 0               | 131                              | 3                                | 2                                | 0                                | -                                | 0                                | 0                                |
| 19    | Rúben Vinagre           | 4132    | 50      | 2       | 9       | -            | 3            | 0               | 2665        | 33          | 1           | 5           | -            | 2            | 0               | 1467                             | 17                               | 1                                | 4                                | -                                | 1                                | 0                                |
| 20    | Jakub Żewłakow          | 17      | 1       | 0       | 0       | -            | 0            | 0               | 0           | 0           | 0           | 0           | -            | 0            | 0               | 17                               | 1                                | 0                                | 0                                | -                                | 0                                | 0                                |
| 21    | Jurgen Çelhaka          | 634     | 20      | 0       | 2       | -            | 5            | 0               | 309         | 10          | 0           | 2           | -            | 4            | 0               | 325                              | 10                               | 0                                | 0                                | -                                | 1                                | 0                                |
| 21    | Wahan Biczachczian      | 463     | 15      | 0       | 1       | -            | 0            | 0               | 342         | 10          | 0           | 1           | -            | 0            | 0               | 121                              | 5                                | 0                                | 0                                | -                                | 0                                | 0                                |
| 22    | Juergen Elitim          | 1470    | 22      | 0       | 2       | -            | 3            | 0               | 1021        | 15          | 0           | 2           | -            | 3            | 0               | 449                              | 7                                | 0                                | 0                                | -                                | 0                                | 0                                |
| 23    | Patryk Kun              | 922     | 27      | 0       | 0       | -            | 2            | 1               | 455         | 16          | 0           | 0           | -            | 2            | 1               | 467                              | 11                               | 0                                | 0                                | -                                | 0                                | 0                                |
| 24    | Jan Ziółkowski          | 1835    | 29      | 2       | 2       | -            | 11           | 0               | 1391        | 20          | 1           | 2           | -            | 8            | 0               | 444                              | 9                                | 1                                | 0                                | -                                | 3                                | 0                                |
| 25    | Ryōya Morishita         | 3865    | 51      | 13      | 12      | -            | 7            | 2               | 2374        | 31          | 6           | 4           | -            | 4            | 2               | 1491                             | 20                               | 7                                | 8                                | -                                | 3                                | 0                                |
| 27    | Gabriel Kobylak         | 1215    | 14      | 0       | 0       | 6            | 2            | 0               | 585         | 7           | 0           | 0           | 2            | 1            | 0               | 630                              | 7                                | 0                                | 0                                | 4                                | 1                                | 0                                |
| 28    | Marc Gual               | 3272    | 48      | 19      | 6       | -            | 4            | 0               | 2009        | 30          | 9           | 4           | -            | 3            | 0               | 1263                             | 18                               | 10                               | 2                                | -                                | 1                                | 0                                |
| 31    | Marcel Mendes-Dudziński | 0       | 0       | 0       | 0       | 0            | 0            | 0               | 0           | 0           | 0           | 0           | 0            | 0            | 0               | 0                                | 0                                | 0                                | 0                                | 0                                | 0                                | 0                                |
| 42    | Sergio Barcia           | 1099    | 15      | 2       | 0       | -            | 2            | 0               | 493         | 7           | 1           | 0           | -            | 1            | 0               | 606                              | 8                                | 1                                | 0                                | -                                | 1                                | 0                                |
| 51    | Pascal Mozie            | 21      | 1       | 0       | 0       | -            | 0            | 0               | 21          | 1           | 0           | 0           | -            | 0            | 0               | 0                                | 0                                | 0                                | 0                                | -                                | 0                                | 0                                |
| 52    | Oliwier Olewiński       | 12      | 2       | 0       | 0       | -            | 0            | 0               | 12          | 2           | 0           | 0           | -            | 0            | 0               | 0                                | 0                                | 0                                | 0                                | -                                | 0                                | 0                                |
| 53    | Wojciech Urbański       | 771     | 25      | 3       | 2       | -            | 6            | 0               | 550         | 20          | 3           | 1           | -            | 5            | 0               | 221                              | 5                                | 0                                | 1                                | -                                | 1                                | 0                                |
| 55    | Artur Jędrzejczyk       | 1095    | 22      | 1       | 0       | -            | 9            | 1               | 685         | 13          | 0           | 0           | -            | 6            | 0               | 410                              | 9                                | 1                                | 0                                | -                                | 3                                | 1                                |
| 56    | Jan Leszczyński         | 0       | 0       | 0       | 0       | -            | 0            | 0               | 0           | 0           | 0           | 0           | -            | 0            | 0               | 0                                | 0                                | 0                                | 0                                | -                                | 0                                | 0                                |
| 67    | Bartosz Kapustka        | 3343    | 41      | 12      | 3       | -            | 9            | 0               | 2025        | 25          | 9           | 1           | -            | 3            | 0               | 1308                             | 16                               | 3                                | 2                                | -                                | 6                                | 0                                |
| 71    | Mateusz Szczepaniak     | 227     | 14      | 1       | 1       | -            | 0            | 0               | 122         | 7           | 0           | 0           | -            | 0            | 0               | 105                              | 7                                | 1                                | 1                                | -                                | 0                                | 0                                |
| 77    | Jean-Pierre Nsame       | 411     | 10      | 2       | 0       | -            | 0            | 0               | 308         | 6           | 1           | 0           | -            | 0            | 0               | 103                              | 4                                | 1                                | 0                                | -                                | 0                                | 0                                |
| 77    | Vladan Kovačević        | 810     | 9       | 0       | 0       | 1            | 1            | 0               | 540         | 6           | 0           | 0           | 1            | 1            | 0               | 270                              | 3                                | 0                                | 0                                | 0                                | 0                                | 0                                |
| 80    | Jakub Adkonis           | 44      | 2       | 0       | 0       | -            | 0            | 0               | 0           | 0           | 0           | 0           | -            | 0            | 0               | 44                               | 2                                | 0                                | 0                                | -                                | 0                                | 0                                |
| 82    | Luquinhas               | 3076    | 46      | 13      | 5       | -            | 7            | 0               | 1814        | 28          | 6           | 4           | -            | 4            | 0               | 1266                             | 18                               | 7                                | 1                                | -                                | 3                                | 0                                |
| 86    | Igor Strzałek           | 49      | 3       | 0       | 0       | -            | 0            | 0               | 22          | 2           | 0           | 0           | -            | 0            | 0               | 27                               | 1                                | 0                                | 0                                | -                                | 0                                | 0                                |
| 99    | Jordan Majchrzak        | 100     | 4       | 0       | 0       | -            | 0            | 0               | 1           | 1           | 0           | 0           | -            | 0            | 0               | 99                               | 3                                | 0                                | 0                                | -                                | 0                                | 0                                |

Stan na: 24 maja 2025 r.
Uwagi: 

1. Tabela nie uwzględnia meczów towarzyskich.